# بوكويتينس
بوكويتينس (بالإنجليزية: Bouquetins)‏ هو أحد جبال سلسلة جبال الألب بينيني ويقع في كانتون فاليز في سويسرا. يحتل المرتبة رقم 35 في قائمة جبال سويسرا من حيث الارتفاع، إذ يبلغ ارتفاعه حوالي 3838 متر، بينما يبلغ ارتفاع نتوء الجبل 490 متر، هذا وقد سجل أول وصول لقمة الجبل عام 1871.